# Deportes ecuestres en los Juegos Olímpicos de Tokio 1964
Los deportes ecuestres en los Juegos Olímpicos de Tokio 1964 se realizaron en tres sedes: Parque Ecuestre (doma), Estadio Olímpico (salto) y Karuizawa (concurso completo) del 16 al 24 de octubre de 1964.
En total se disputaron en este deporte seis pruebas diferentes en las disciplinas de doma, salto de obstáculos y concurso completo, en las categorías individual y por equipos. El programa de competiciones se mantuvo como en la edición pasada.

## Medallistas
| Evento                                           | Oro | Plata | Bronce |
| ------------------------------------------------ | --- | --- | --- |
| Doma individual (22-23 de octubre)               | Henri Chammartin (Wörmann) · Suiza · 1504 pts.                                                                                | Harry Boldt (Remus) · Equipo Alemán Unificado · 1503 pts.                                                                                   | Serguei Filatov (Absent) · Unión Soviética · 1486 pts.                                                                                         |
| Doma por equipos (22-23 de octubre)              | Harry Boldt (Remus) · Reiner Klimke (Dux) · Josef Neckermann (Antoinette) · Equipo Alemán Unificado · 2558                    | Henri Chammartin (Wörmann) · Gustav Fischer (Wald) · Marianne Gossweiler (Stephan) · Suiza · 2526                                           | Serguei Filatov (Absent) · Ivan Kizimov (Ijor) · Ivan Kalita (Moar) · Unión Soviética · 2311                                                   |
| Salto de obstáculos individual (24 de octubre)   | Pierre Jonquères d'Oriola (Lutteur) · Francia · 9,00                                                                          | Hermann Schridde (Dozent II) · Equipo Alemán Unificado · 13,75                                                                              | Peter Robeson (Firecrest) · Reino Unido · 16,00                                                                                                |
| Salto de obstáculos por equipos (24 de octubre)  | Hermann Schridde (Dozent II) · Kurt Jarasinski (Torro) · Hans Günter Winkler (Fidelitas) · Equipo Alemán Unificado · 68,50    | Pierre Jonquères d'Oriola (Lutteur) · Janou Lefèbvre (Kenavo D) · Guy Lefrant (Monsieur de Littry) · Francia · 77,75                        | Piero D'Inzeo (Sun Beam) · Raimondo D'Inzeo (Posillipo) · Graziano Mancinelli (Rockette) · Italia · 88,50                                      |
| Concurso completo individual (16-18 de octubre)  | Mauro Checcoli (Surbean) · Italia · 64,40                                                                                     | Carlos Alberto Moratorio (Chalan) · Argentina · 56,40                                                                                       | Fritz Ligges (Donkosak) · Equipo Alemán Unificado · 49,20                                                                                      |
| Concurso completo por equipos (16-18 de octubre) | Mauro Checcoli (Surbean) · Paolo Angioni (King) · Giuseppe Ravano (Royal Love) · Alessandro Argenton (Scottie) Italia · 85,80 | Michael Page (Grasshopper) · Kevin Freeman (Gallopade) · Michael Plumb (Bold Minstrel) · Lana du Pont (Mr. Wister) · Estados Unidos · 65,86 | Fritz Ligges (Donkosak) · Horst Karsten (Condora) · Gerhard Schulz (Balza X) · Karl-Heinz Fuhrmann (Mohamet) · Equipo Alemán Unificado · 56,73 |

## Medallero
| Núm. | País                    | Oro | Plata | Bronce | Total |
| ---- | ----------------------- | --- | ----- | ------ | ----- |
| 1    | Equipo Alemán Unificado | 2   | 2     | 2      | 6     |
| 2    | Italia                  | 2   | 0     | 1      | 3     |
| 3    | Francia                 | 1   | 1     | 0      | 2     |
| 3    | Suiza                   | 1   | 1     | 0      | 2     |
| 5    | Argentina               | 0   | 1     | 0      | 1     |
| 5    | Estados Unidos          | 0   | 1     | 0      | 1     |
| 7    | Unión Soviética         | 0   | 0     | 2      | 2     |
| 8    | Reino Unido             | 0   | 0     | 1      | 1     |
|      | TOTAL                   | 6   | 6     | 6      | 18    |